# Louis Neefs
Louis Neefs (* 8. August 1937 in Gierle; † 25. Dezember 1980 in Lier; eigentlich Ludwig Neefs) war ein belgischer Sänger und Moderator.

## Leben
Neefs machte eine Ausbildung zum technischen Zeichner an der Hochschule von Mechelen, als er dem dortigen Chor beitrat und Gitarre zu spielen lernte. Seine musikalischen Betätigungen dienten vorerst nur Freizeitzwecken, bis er in den späten 1950er Jahren Mitglied der Gruppe „Sun Spot“ wurde. Durch Auftritte und Talentwettbewerbe fiel seine markante Stimme dem berühmten Talentsucher Jacques Kluger auf, der schon einige große Sänger entdeckt hatte, wie Bobbejaan Schoepen. Kluger und Schoepen lenkten die Aufmerksamkeit von Plattenfirmen auf Neefs und dieser unterzeichnete noch 1958 einen Plattenvertrag, dem 1960 das erste Album folgte. Er schaffte es mit mehreren Liedern in die Flämischen Charts und wurde auch in den Niederlanden bekannt.
1967 wurde Neefs ausgewählt, Belgien mit dem Lied Ik heb zorgen beim Eurovision Song Contest in Wien zu vertreten. Er erreichte dort den siebten Platz. 1969 durfte er sein Heimatland erneut beim Eurovision Song Contest vertreten, diesmal in Madrid. Sein Lied hieß Jennifer Jennings. Wieder platzierte er sich als Siebter.
Neefs konnte auch weiterhin Erfolge feiern; sein größter Hit in den Niederlanden und Belgien wurde sein Lied Margrietje (De rozen zullen bloeien), das er 1972 veröffentlichte. Andere bekannte Lieder von ihm sind Mijn Vriend Benjamin, Aan het strand van Oostende, Martine und Laat Ons Een Bloem. Neefs betätigte sich auch als Synchronsprecher, so lieh er Thomas O’Malley in der niederländischen Version von Disneys Aristocats seine Stimme. Weiterhin moderierte er zahlreiche Televisions -u. Radiosendungen für den flämischen Sender VRT. Auch politisch engagierte er sich und wurde Stadtverordneter in Mechelen.
Am Weihnachtstag 1980 verunglückten Louis Neefs und seine Frau Liliane bei einem Autounfall in Lier. Das Ehepaar hatte zwei Söhne, Ludwig und Günther. Letzterer ist heute ein bekannter Sänger in Belgien. Sein Enkel Len Neefs ist unter dem Künstlernamen Leen ebenfalls als Sänger aktiv und beteiligte sich 2025 am belgischen Vorentscheid zum Eurovision Song Contest.
Am 5. August 2007 wurde in Neefs Heimatstadt Gierle, zum Anlass des 70. Geburtstags, den der Künstler in diesem Jahr gefeiert hätte, eine Büste enthüllt.

## Diskografie

### Alben
| Jahr | Titel          | Höchstplatzierung, Gesamtwochen, AuszeichnungChartplatzierungen (Jahr, Titel, Platzierungen, Wochen, Auszeichnungen, Anmerkungen) | Höchstplatzierung, Gesamtwochen, AuszeichnungChartplatzierungen (Jahr, Titel, Platzierungen, Wochen, Auszeichnungen, Anmerkungen) | Anmerkungen                                                             |
| Jahr | Titel          | BEW | BEF | Anmerkungen                                                             |
| ---- | -------------- | --- | --- | ----------------------------------------------------------------------- |
| 1998 | Face to Face   | — | BEF15 (10 Wo.)BEF | Split-Album mit zehn Liedern von Neefs und zehn Liedern von Ann Christy |
| 2005 | Het beste van  | — | BEF15 (26 Wo.)BEF | Best-of-Album                                                           |
| 2017 | Louis Neefs 80 | — | BEF5 (31 Wo.)BEF | Doppel-CD                                                               |

### Singles
| Jahr | Titel Album                                     | Höchstplatzierung, Gesamtwochen/‑monate, AuszeichnungChartplatzierungen (Jahr, Titel, Album, Platzierungen, Wochen/Monate, Auszeichnungen, Anmerkungen) | Höchstplatzierung, Gesamtwochen/‑monate, AuszeichnungChartplatzierungen (Jahr, Titel, Album, Platzierungen, Wochen/Monate, Auszeichnungen, Anmerkungen) | Höchstplatzierung, Gesamtwochen/‑monate, AuszeichnungChartplatzierungen (Jahr, Titel, Album, Platzierungen, Wochen/Monate, Auszeichnungen, Anmerkungen) | Anmerkungen                                                         |
| Jahr | Titel Album                                     | NL | BEW | BEF | Anmerkungen                                                         |
| ---- | ----------------------------------------------- | --- | --- | --- | ------------------------------------------------------------------- |
| 1960 | Forever –                                       | — | — | BEF16 (1 Mt.)BEF |                                                                     |
| 1960 | Mijn dorpje in de Kempen Ein kleines Kompliment | — | — | BEF20 (1 Mt.)BEF |                                                                     |
| 1963 | Ik lees in je ogen Louis Neefs                  | — | — | BEF10 (2 Mt.)BEF |                                                                     |
| 1963 | Sixteen Tons Louis Neefs                        | — | — | BEF20 (2 Mt.)BEF | Original: Tennessee Ernie Ford                                      |
| 1964 | Een gitaar in de nacht Louis Neefs              | — | — | BEF13 (2 Mt.)BEF |                                                                     |
| 1966 | Wat een leven Louis Neefs                       | — | — | BEF10 (11 Wo.)BEF | Co-Autor / Produzent: Rocco Granata                                 |
| 1967 | Ik heb zorgen –                                 | — | — | BEF7 (10 Wo.)BEF | Platz 7 beim Eurovision Song Contest 1967                           |
| 1969 | Jennifer Jennings –                             | — | BEW46 (3 Wo.)BEW | BEF13 (5 Wo.)BEF | Platz 7 beim Eurovision Song Contest 1969                           |
| 1970 | Laat ons een bloem Louis Neefs                  | — | — | BEF25 (2 Wo.)BEF | niederländische Version von Leave Them a Flower von Wally Whyton    |
| 1972 | Margrietje (De rozen zullen bloeien) –          | NL10 (9 Wo.)NL | — | BEF4 (13 Wo.)BEF |                                                                     |
| 1973 | Omdat ik van je hou –                           | — | — | BEF22 (4 Wo.)BEF | niederländische Version von L’amore è un attimo von Massimo Ranieri |
| 1979 | Martine Nooit zonder jou                        | — | — | BEF30 (1 Wo.)BEF |                                                                     |
| 1981 | Susa-Nina –                                     | — | — | BEF25 (3 Wo.)BEF |                                                                     |
| 1991 | Toch ben je oma –                               | — | — | BEF19 (4 Wo.)BEF |                                                                     |

grau schraffiert: keine Chartdaten aus diesem Jahr verfügbar